# Melete polyhymnia
Melete polyhymnia is een vlindersoort uit de familie van de Pieridae (witjes), onderfamilie Pierinae.
Melete polyhymnia werd in 1865 beschreven door C. & R. Felder.